# ميراندا دودوئورو
ميراندا دودوئورو (بالبرتغالية: Miranda do Douro‏) هي city of Portugal تقع في البرتغال في ميراندا دودوئورو. يقدر عدد سكانها بـ 7,482 نسمة .

## توأمة
لميراندا دودوئورو اتفاقيات توأمة مع:
- بيمينس

## أعلام
- ليونيل فييرا
- روي بيريرا